# Christian Hillgruber
Christian Hillgruber (* 9. Dezember 1963 in Darmstadt) ist ein deutscher Rechtswissenschaftler und Rechtsphilosoph. Zusammen mit Volker Epping ist er Mitherausgeber des im Verlag C. H. Beck erscheinenden Standardkommentars „Epping/Hillgruber“ zum Grundgesetz für die Bundesrepublik Deutschland.

## Leben
Christian Hillgruber ist Sohn des Kölner Historikers Andreas Hillgruber. Er studierte an der Universität zu Köln Rechtswissenschaft und legte 1988 die Erste Juristische Staatsprüfung ab. 1991 wurde er in Köln zum Dr. iur. promoviert. Nach dem Rechtsreferendariat in Nordrhein-Westfalen legte er 1992 die Zweite Juristische Staatsprüfung ab. Er war wissenschaftlicher Assistent an der Universität Köln sowie wissenschaftlicher Mitarbeiter am Bundesverfassungsgericht. Hillgruber habilitierte sich 1997 in Köln. Im selben Jahr übernahm er eine C3-Professur an der Ruprecht-Karls-Universität Heidelberg. 1998 kam er auf den Lehrstuhl der Friedrich-Alexander-Universität Erlangen-Nürnberg. 2002 wechselte er an die Rheinische Friedrich-Wilhelms-Universität, wo er in der Nachfolge Josef Isensees einen Lehrstuhl für Öffentliches Recht innehat. Er veröffentlicht regelmäßig Gastbeiträge für die Frankfurter Allgemeine Zeitung. Seine Hauptarbeitsfelder liegen im  Staatsrecht und Völkerrecht sowie in der Rechtsphilosophie und der Staatstheorie. Seit 2016 ist Hillgruber auch Direktor des Instituts für Kirchenrecht der Rheinischen Friedrich-Wilhelms-Universität.

## Funktionen und Ämter
- Dekan der Rechts- und Staatswissenschaftlichen Fakultät der Universität Bonn (2008–2011)
- Stellvertretendes Mitglied des Verfassungsgerichtshofs für das Land Nordrhein-Westfalen (seit 2009)
- Vorsitzender der Kommission zur Untersuchung wissenschaftlichen Fehlverhaltens der Universität Bonn
- Wissenschaftlicher Beirat zur Begleitung der Arbeit der Außenstelle Ludwigsburg des Bundesarchivs
- Wissenschaftlicher Beirat des Instituts für Zeitgeschichte
- Stellvertretender Vorsitzender der DHV-Verbandsgruppe Bonn
- Vorsitzender der Juristen-Vereinigung Lebensrecht e. V. (siehe Lebensrechtsbewegung)

## Mitgliedschaften
- Vereinigung der Deutschen Staatsrechtslehrer
- Deutsche Gesellschaft für Völkerrecht
- Vereinigung für Verfassungsgeschichte
- Deutscher Hochschulverband

## Positionen
2014 forderte Hillgruber in der FAZ einen „Schutz für eine neue Minderheit“, da nach seiner Ansicht die „Lobby der Homosexuellen“ diejenigen diskriminiere, die „die Homosexualität für moralisch fragwürdig und homosexuelle Praxis für anstößig halten“.
2015 bezeichnete Hillgruber ebenfalls in der FAZ die „Handhabung des ‚Blasphemie‘-Paragraphen 166 des Strafgesetzbuches durch die Justiz [als] völlig unbefriedigend“ und die „grenzenlose Diffamierung von Religion  im Namen von Meinungs-, Presse- und Kunstfreiheit“ in Deutschland als ein „Integrationshindernis ersten Ranges“.
Im selben Jahr argumentierte Hillgruber, wiederum in der FAZ, dass Beihilfe zur Selbsttötung verfassungswidrig sei und deshalb verboten werden sollte. Nachdem das Bundesverfassungsgericht das Verbot der geschäftsmäßigen Förderung der Selbsttötung in § 217 StGB im Jahr 2020 für verfassungswidrig erklärt hatte, warf Hillgruber dem Gericht eine Überschreitung der „Grenzen seiner Jurisdiktion“ vor. Selbst wenn das allgemeine Persönlichkeitsrecht die freie Entscheidung des Einzelnen zur Selbsttötung schütze, verpflichte es den Staat nicht, den assistierten Suizid unter Inanspruchnahme komfortabler Suizidhilfsangebote zuzulassen. Stattdessen müsse der Staat wegen der Menschenwürdegarantie dafür sorgen, dass dem menschlichen Leben „von Dritten in jeder Situation ein positiver Wert zuerkannt wird“.

## Schriften (Auswahl)
- Der Schutz des Menschen vor sich selbst (= Studien zum öffentlichen Recht und zur Verwaltungslehre. Bd. 48). Vahlen, München 1992, ISBN 3-8006-1636-X (Zugleich: Dissertation, Universität Köln, 1991).
- mit Matthias Jestaedt: Die europäische Menschenrechtskonvention und der Schutz nationaler Minderheiten. Kulturstiftung der deutschen Vertriebenen, Bonn 1993, ISBN 3-88557-098-X.
- Die Aufnahme neuer Staaten in die Völkerrechtsgemeinschaft. Das völkerrechtliche Institut der Anerkennung von Neustaaten in der Praxis des 19. und 20. Jahrhunderts (= Kölner Schriften zu Recht und Staat. Bd. 6). Lang, Frankfurt am Main 1998, ISBN 3-631-33016-2 (Zugleich: Habilitationsschrift, Universität Köln, 1997).
- mit Christoph Goos: Verfassungsprozessrecht (= Schwerpunkte. Bd. 22). Müller, Heidelberg 2004 (4. Auflage 2015, ISBN 978-3-8114-9363-6).
- mit Bernhard Kempen: Völkerrecht (= Schriftenreihe der Juristischen Schulung. Bd. 182). Beck, 3. Aufl., München 2021, ISBN 978-3-8006-6318-7.
- Staat und Religion. Überlegungen zur Säkularität, zur Neutralität und zum religiös-weltanschaulichen Fundament des modernen Staates (= Schönburger Gespräche zu Recht und Staat. Bd. 10). Ferdinand Schöningh, Paderborn / Wien / Zürich / München 2007, ISBN 978-3-506-76474-4.
- mit Manfred Spieker, Klaus Ferdinand Gärditz: Die Würde des Embryos. Ethische und rechtliche Probleme der Präimplantationsdiagnostik und der embryonalen Stammzellforschung. Ferdinand Schöningh, Paderborn 2012, ISBN 978-3-506-77649-5.
- Leitsatz 3: Gerechtigkeit durch naturrechtskonformes Gesetz. In: Christoph Klausing (Hrsg.): Die Kölner Leitsätze 1945 und heute. Eine Suche nach dem Markenkern der Christdemokratie. LIT Verlag, Münster 2018, ISBN 978-3-643-14103-3, S. 63–68.
- Eidbruch und Widerstandsrecht im Rechtsbewußtsein der Männer des 20. Juli 1944. In: Daniel E. D. Müller, Christoph Studt (Hrsg.): „… und dadurch steht er vor Freisler, als Christ und als gar nichts anderes …“ Christlicher Glaube als Fundament und Handlungsorientierung des Widerstandes gegen das „Dritte Reich“ (= Schriftenreihe der Forschungsgemeinschaft 20. Juli 1944 e. V. Bd. 25), Augsburg 2019, ISBN 978-3-95786-234-1, S. 159–179.
- mit Frank-Lothar Kroll, Michael Wolffsohn (Hrsg.): Die Hohenzollerndebatte. Beiträge zu einem geschichtspolitischen Streit. Duncker & Humblot, Berlin 2021, ISBN 978-3-428-18392-0.